# 陰謀の報酬
『陰謀の報酬』（いんぼうのほうしゅう、原題：The 39 Steps）は、2008年のイギリスのテレビ映画。監督はジェームズ・ホーズ、出演はルパート・ペンリー＝ジョーンズとリディア・レオナルドなど。原作はジョン・バカンの『三十九階段』。
日本では2009年7月10日にDVDが発売された他、テレビでも放送された。
同原作の映像化にはいくつかの作品があるが、日本ではアルフレッド・ヒッチコック監督による1935年のイギリス映画『三十九夜』とラルフ・トーマス監督による1959年のイギリス映画『三十九階段』が劇場公開されている。

## キャスト
カッコ内は日本語吹替
- ハネイ: ルパート・ペンリー＝ジョーンズ（川島得愛）
- ヴィクトリア: リディア・レオナルド（英語版）（安原麗子）
- シュッダー: エディ・マーサン（井田国男）
- シンクレア: パトリック・ケネディ（英語版）（三上哲）
- サー・ジョージ・シンクレア: デヴィッド・ヘイグ（英語版）
- ケル大佐: アレックス・ジェニングス（英語版）
- フィッシャー: パトリック・マラハイド（川村拓央）

その他の声の吹き替え
古宮吾一、黒澤剛史、岩田安宣、佐藤広太、篠原千佳、清水みか